# Change Clothes
"Change Clothes" é o primeiro single oficial do rapper Jay-Z do álbum de estúdio The Black Album. o single tem a participação de Pharrell Williams e foi produzido por The Neptunes. O single atingiu o 10º lugar nos Estados Unidos.

## Faixas

### Change Clothes, Pt. 1
1. "Change Clothes""
2. "What More Can I Say"

### Change Clothes, Pt. 2
1. "Change Clothes"
2. "Excuse Me Miss"
3. "I Just Wanna Luv U (Give It 2 Me)"
4. "Change Clothes" (Vídeo)

## Charts
| Tops (2003)                        | Melhor posição |
| ---------------------------------- | -------------- |
| Estados Unidos - Billboard Hot 100 | 10             |